# ダイレクトアタッチトストレージ

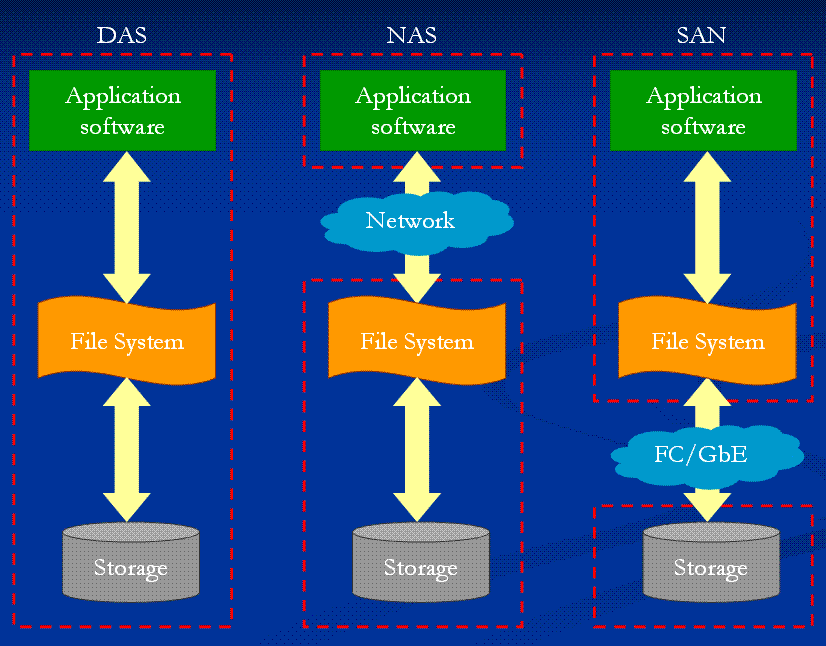
DAS,NAS,SANの違い

ダイレクトアタッチトストレージ（英: Direct-Attached Storage、DAS）とは、ネットワークを挟まずにサーバやワークステーションに直接接続されるストレージである。レトロニムであってストレージエリアネットワーク(SAN)およびネットワークアタッチトストレージ(NAS)のようにネットワーク化されたストレージでないものを区別する用語。
ストレージへの接続方式としてSATA、ATA、SCSI、SAS等のプロトコルが用いられる。
複数台のストレージを接続する場合は、SCSIのデイジーチェーン接続（最大8台、ワイドの場合16台）もしくはFC利用によるデイジーチェーン（最大127台）等を用いる。
ネットワークの知識がなくとも設置・運用が可能ではあるが、サーバーごとの専用ストレージ扱いとなり、データ領域の共有はできない。また、組織全体のストレージ容量が把握できない、バックアップを個々に行わなければならない等のデメリットも存在する。

## 特徴
ホストバスアダプタ (HBA) を通してコンピュータ本体に直接接続されているストレージである。両者の間にネットワーク機器（ハブ、スイッチ、ルータなど）は存在しない。主な接続方法はATA、SATA、SCSI、SAS、ファイバーチャネルなどがある。
DASは "Islands of Information"（情報の島）とも呼ばれ他のサーバとデータや空き領域を共有できないという欠点がある。NASやSANはこれに対処したものだが、導入コスト、管理、セキュリティ、リソース使用の衝突などの別の問題を抱える。